# Cortinarius betulinus
Cortinarius betulinus J. Favre – gatunek grzybów należący do rodziny zasłonakowatych (Cortinariaceae).

## Systematyka i nazewnictwo
Pozycja w klasyfikacji według Index Fungorum: Cortinarius, Cortinariaceae, Agaricales, Agaricomycetidae, Agaricomycetes, Agaricomycotina, Basidiomycota, Fungi.
Po raz pierwszy opisał go Jules Favre w 1948 roku Synonimy:
- Myxacium betulinum (J. Favre) M.M. Moser 1955
- Myxacium betulinum (J. Favre) M.M. Moser 1953

## Morfologia
Kapelusz
Średnica do 2 cm, wypukły z szerokim, tępym garbem i nieco podwiniętym brzegiem. Jest niehigrofaniczny. Powierzchnia gładka, śluzowata, ochrowa, tylko przy brzegu szarofioletowa.
Blaszki
Wąsko przyrośnięte, średnio gęste, płowoochrowe z liliowym odcieniem. Ostrza gładkie.
Trzon
Wysokość do 5 cm, grubość 0,3 cm, ku podstawie nieco rozszerzający się. Powierzchnia lepka, szaroliliowo-żółtawa, pokryta jasnoochrowymi włókienkami osłony całkowitej. Zasnówka biaława.
Miąższ
Cienki, w kapeluszu białawy, w górnej części trzonu jasnoliliowy, w jego podstawie żółtawy, bez wyraźnego zapachu.
Cechy mikroskopowe
Wysyp zarodników rdzawobrązowy. Zarodniki prawie kuliste, 8–10 × 6–8 µm, brązowe, pokryte dużymi brodawkami, nieco amyloidalne. Cheilocystyd brak.

## Występowanie i siedlisko
Znane jest występowanie Cortinatius betulinus w wielu krajach Europy oraz w jednym miejscu w Kanadzie. W Europie jest szeroko rozprzestrzeniony, ale rzadki, najczęściej notowany na Półwyspie Skandynawskim. W niektórych krajach znajduje się na czerwonej liście gatunków zagrożonych. W Polsce do 2013 r. nie notowany. Brak go w  Krytycznej liście wielkoowocnikowych grzybów podstawkowych Polski Władysława Wojewody z 2003 r. Po raz pierwszy dwa jego stanowiska w Karkonoszach podał T. Ślusarczyk w 2013 r., nie nadał mu jednak polskiej nazwy.
Grzyb mykoryzowy, naziemny. Najczęściej występuje w wilgotnych lasach świerkowych, ale znajdywany był także pod sosnami i brzozami. W Europie występuje głównie w górach i na północy kontynentu.